# Liste der spanischen Gemälde in der Gemäldegalerie Alte Meister Dresden

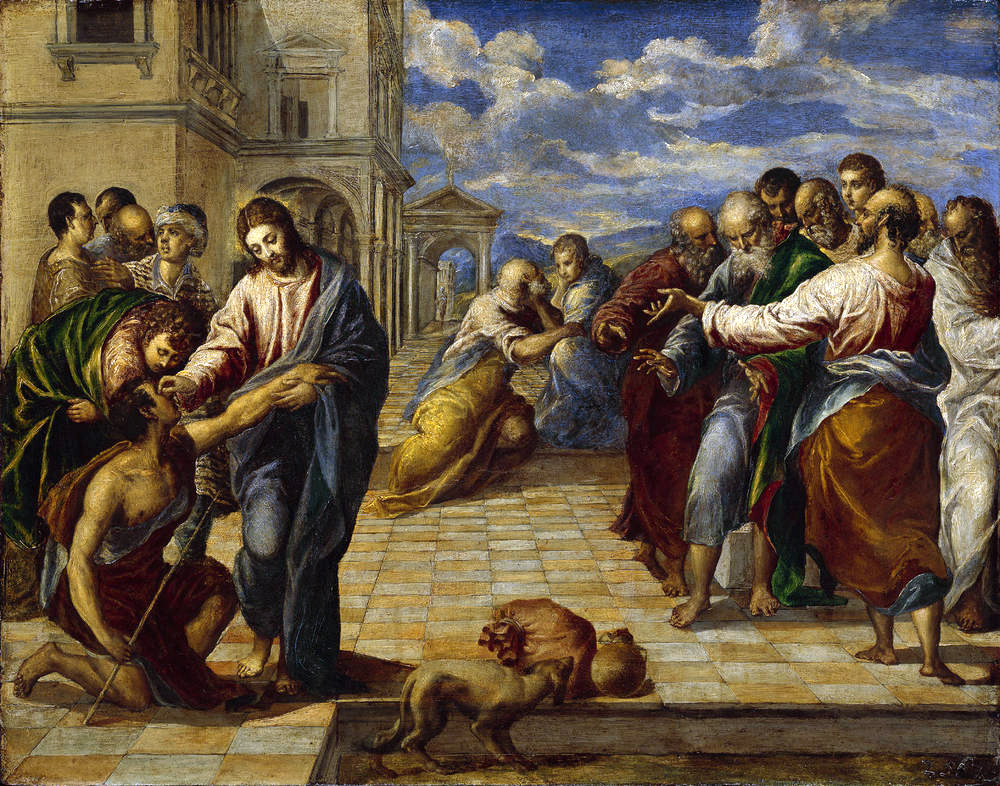
El Greco, Die Heilung des Blinden, 65,5 × 84 cm, Mischtechnik auf Pappelholz, um 1570, Gal.-Nr. 276. Es handelt sich um das einzige gesichert El Greco zugeschriebene Werk in einem deutschen Museum.

Die Gemäldegalerie Alte Meister in Dresden besitzt mit 34 Gemälden die bedeutendste Sammlung spanischer Malerei Alter Meister in Deutschland. Zwar sind die Sammlungen spanischer Gemälde in der Berliner Gemäldegalerie und der Alten Pinakothek in München quantitativ ein wenig größer, jedoch handelt es sich bei der Dresdner Sammlung um die einzige deutsche, in der alle großen spanischen Maler des Barock mit bedeutenden Werken vertreten sind. Der Beginn der Sammlung datiert in das Jahr 1666, als vier Landschaftsgemälde von Pedro de Orrente in die kurfürstliche Kunstsammlung gelangten. Im 18. Jahrhundert kamen dann drei Werke von Diego Rodríguez de Silva y Velázquez hinzu. Den bedeutendsten Zuwachs in der Geschichte der Sammlung stellte aber der Erwerb von 16 Gemälden aus der Galerie espagnole des abgesetzten französischen Königs Louis-Philippe I. auf einer Auktion in London im Jahr 1853 dar.
Der Bestand der Gemäldegalerie Alte Meister umfasst mit dem Gemälde Die Heilung des Blinden das einzige gesicherte Werk El Grecos in einem deutschen Museum. Velázquez ist mit drei Werken vertreten, während etwa der Pariser Louvre oder die Uffizien in Florenz über kein gesichertes Werk von ihm verfügen. Neben diesen herausragenden Beispielen ist die spanische Malerei in Dresden regional ausgewogen und qualitativ hochwertig repräsentiert. Neben der Schule von Sevilla ist die barocke Malerei aus Madrid mit Vicente Carducho und Valencia mit Jerónimo Jacinto Espinosa präsent. Der Dresdner Bestand wurde von den wichtigen auf dem Gebiet der spanischen Kunstgeschichte forschenden deutschen Kunsthistorikern Carl Justi und August Liebmann Mayer intensiv bearbeitet. Matthias Weniger legte 2012 den aktuellen Bestandskatalog vor, im Zuge von dessen Erstellung alle Gemälde eingehend naturwissenschaftlich untersucht worden sind. Diesem folgt die Bestandsliste in diesem Artikel.

## Sammlungsgeschichte

### Beginn der Sammlung
Den Beginn der Sammlung spanischer Malerei markiert die Ankunft von vier Landschaftsgemälden von Pedro de Orrente in der kurfürstlichen Kunstsammlung am 27. März 1666. Diese wurden durch die Mutter eines Prinzen aus Portugal – vielleicht Luisa von Guzmán, Mutter des portugiesischen Königs Peter II., – durch den Gesandten Lorenzo Astrapheli als Geschenk der Dresdner Kunstkammer übergeben. Die genauen Umstände dieser Schenkung sind nicht bekannt, sie könnten aber als diplomatische Geschenke, etwa im Kontext der Heiratspolitik nach Sachsen gelangt sein. August der Starke kannte die spanische Kunst aus eigener Ansicht. Während seiner Kavalierstour in den Jahren 1687 und 1688 hielt er sich in Madrid auf und besuchte die umliegenden königlichen Residenzen El Pardo, El Retiro und El Escorial sowie den Palast von Aranjuez mit ihren Kunstsammlungen. Eine größere Gruppe von Porträts von Mitgliedern des spanischen Hofes gelangte in dieser Zeit über diplomatische und verwandtschaftliche Beziehungen nach Sachsen. Diese sind jedoch nicht in die Galerie aufgenommen worden, sondern meist nur in den Quellen nachzuweisen.
Mit 16 Gemälden befand sich knapp die Hälfte des heutigen Bestandes bereits vor Ausbruch des Siebenjährigen Krieges in der kurfürstlichen Sammlung. Mit neun Werken bildeten Gemälde von und nach Jusepe de Ribera die größte Gruppe innerhalb dieses Bestandes, die bis ins 19. Jahrhundert hinein im Kontext der italienischen Malerei gezeigt wurde. Die meisten von ihnen befanden sich bereits in der Sammlung, als in den 1740er-Jahren die Galerie im Stallhof eröffnet wurde. Für die Dresdner Sammlung wurden vor allem Bilder von heiterer und harmonischer Qualität erworben, weshalb die Martyriumsszenen des Künstlers keinen Eingang in die Sammlung fanden und stattdessen Werke aus seinem Umkreis, die diesen Qualitätsanforderungen eher entsprachen, bevorzugt wurden. Die zweitgrößte Gruppe innerhalb des frühen Bestandes bildeten die drei Werke von Diego Rodríguez de Silva y Velázquez. Diese gelangten aus der Galeria der Este in Modena, aus der die 100 besten Gemälde für den Besitz des Kurfürsten erworben wurden, nach Dresden. Jedoch war nur eines dieser Gemälde korrekt Velázquez zugeschrieben, die anderen beiden galten zum Zeitpunkt des Erwerbs als Werke von Peter Paul Rubens.
El Grecos Die Heilung des Blinden kam als venezianisches Werk 1741 in die Sammlung. Dies verweist auf ein allgemeines Muster in der Sammlungstätigkeit, die den Erwerb spanischer Kunstwerke nicht zum Ziel hatte. So hielt Graf Hans Moritz von Brühl zum Beispiel den sächsischen Legationssekretär Louis Talon in Madrid 1743 zum Erwerb italienischer Gemälden an. Als dieser auch spanische Gemälde nach Sachsen schickte, wurden diese Käufe kritisiert. Talon arbeitete nicht sehr zuverlässig, erwarb eine große Zahl von Kopien und zweifelhaft zugeschriebenen Werken und kooperierte mit dem zwielichtigen Diego de Molina, bei dem er den Großteil der 147 Werke erstand. Da die von Talon erworbenen Werke entweder verschollen oder nicht mehr zu identifizieren sind, kann die kritische Position des Hofes ihnen gegenüber heute nicht mehr nachvollzogen und überprüft werden. So könnte es sein, dass statt der Zweifel an der Qualität auch ein generelles Unverständnis für spanische Malerei zu dieser Zeit die Ablehnung der erworbenen Werke spanischer Künstler begründet haben könnte. Das einzige Werk eines spanischen Künstlers, das bewusst für die kurfürstliche Sammlung erworben wurde, war Bartolomé Esteban Murillos Maria mit Kind im Jahr 1755. Murillo war zu dieser Zeit der einzige spanische Künstler, der auch außerhalb Spaniens bei Sammlern beliebt war. Mitte des 18. Jahrhunderts besaß die Dresdener Galerie mit den Werken von El Greco, Morales, Murillo, Ribera und Velázquez eine der bedeutendsten Sammlungen spanischer Malerei in Deutschland, obwohl die meisten dieser Gemälde nicht in diesem Kontext wahrgenommen wurden. Innerhalb der Sammlung wurden dabei insbesondere die Gemälde Riberas prominent präsentiert.

### Planungen zur Erweiterung in der ersten Hälfte des 19. Jahrhunderts
1817 ordnete der Generaldirektor der Gemäldegalerie Friedrich Matthäi die spanischen Werke der Sammlung erstmals in einem eigenen Raum gemeinsam an. Die Werke Riberas blieben jedoch von diesen getrennt und wurden weiterhin als geschlossene Gruppe gezeigt. Insgesamt stieg das Interesse der Verantwortlichen an der spanischen Kunst. Bereits 1825 planten Matthäi und der Professor der Dresdner Akademie Ferdinand Hartmann den Ankauf weiterer spanischer Gemälde für die Sammlung. Sie fertigten eine Liste mit zu erwerbenden Werken an, die sich an Johann Dominik Fiorillos 1806 erschienenen vierten Band der Geschichte der Künste und Wissenschaften anlehnte, der sich mit der spanischen Malerei beschäftigte. Jedoch konnten diese Pläne zu der Zeit noch nicht umgesetzt werden. Zu diesem Zeitpunkt war die spanische Kunst in Deutschland noch wenig bekannt und auch international rückte sie erst langsam in den Fokus: So hatte Zar Alexander I. 1814 in Amsterdam einige spanische Gemälde erworben, 1838 wurde dann die Galerie espagnole im Musée Royal des französischen Königs Louis-Philippe I. in Paris eingerichtet. In Deutschland ging ein entscheidender Impuls von Johann Gottlob von Quandt aus, der in seinen 1850 veröffentlichten Reisebeschreibungen Spaniens auch die dortige Kunst behandelte. In seinem Buch kritisierte er zugleich, dass sich in deutschen Museen allenfalls qualitativ schwache Gemälde spanischer Künstler befunden hätten. Als Mitglied des Sächsischen Kunstvereins und der Galeriekommission hatte von Quandts Position Gewicht für die Dresdner Galerie.

### Der Erwerb von 1853
Das Jahr 1853 markierte den wichtigsten Erwerb in der Sammlungsgeschichte. Die über 400 Gemälde der Galerie espagnole und weitere rund 250 Werke des Musée Standish aus dem Besitz von Louis-Philippe I. kamen in London zur Versteigerung, nachdem die Sammlung dem König bei seiner Abdankung zugesprochen und deren Verbringung ins Ausland erlaubt worden war. 16 dieser Gemälde ersteigerte der Direktor des Dresdner Kupferstichkabinetts Ludwig Gruner für die Dresdner Gemäldegalerie. Gegen die Konkurrenz der Londoner National Gallery und weiterer Museen gelang es Gruner qualitativ hochwertige Werke zu sichern. So ersteigerte er mit dem Gebet des Heiligen Bonaventura um die Wahl des neuen Papstes von Francisco de Zurbarán das beste der beinahe 80 ihm zugeschriebenen Gemälde aus der Kollektion. Zwölf der Gemälde ersteigerte Gruner direkt, vier weitere erwarb er nach Genehmigung am 29. Juni 1853 über Zwischenhändler. Gruner besaß Entscheidungsfreiheit, welche Werke er für die Galerie erwarb. Dabei zeigte er gute Kenntnis der spanischen Kunst, da im Gegensatz zu anderen Übernahmen aus der Galerie espagnole bei den Dresdner Werken nur wenige Zuschreibungen letztendlich nicht haltbar waren. Die genaueren Hintergründe dieser groß angelegten Erwerbung konnten aus den bisher bekannten Quellen nicht rekonstruiert werden. Der Ankauf erscheint insbesondere aufgrund der Indifferenz des Galeriedirektors Julius Schnorr von Carolsfeld gegenüber der spanischen Malerei und dem tief verwurzelten Antikatholizismus in Sachsen überraschend.

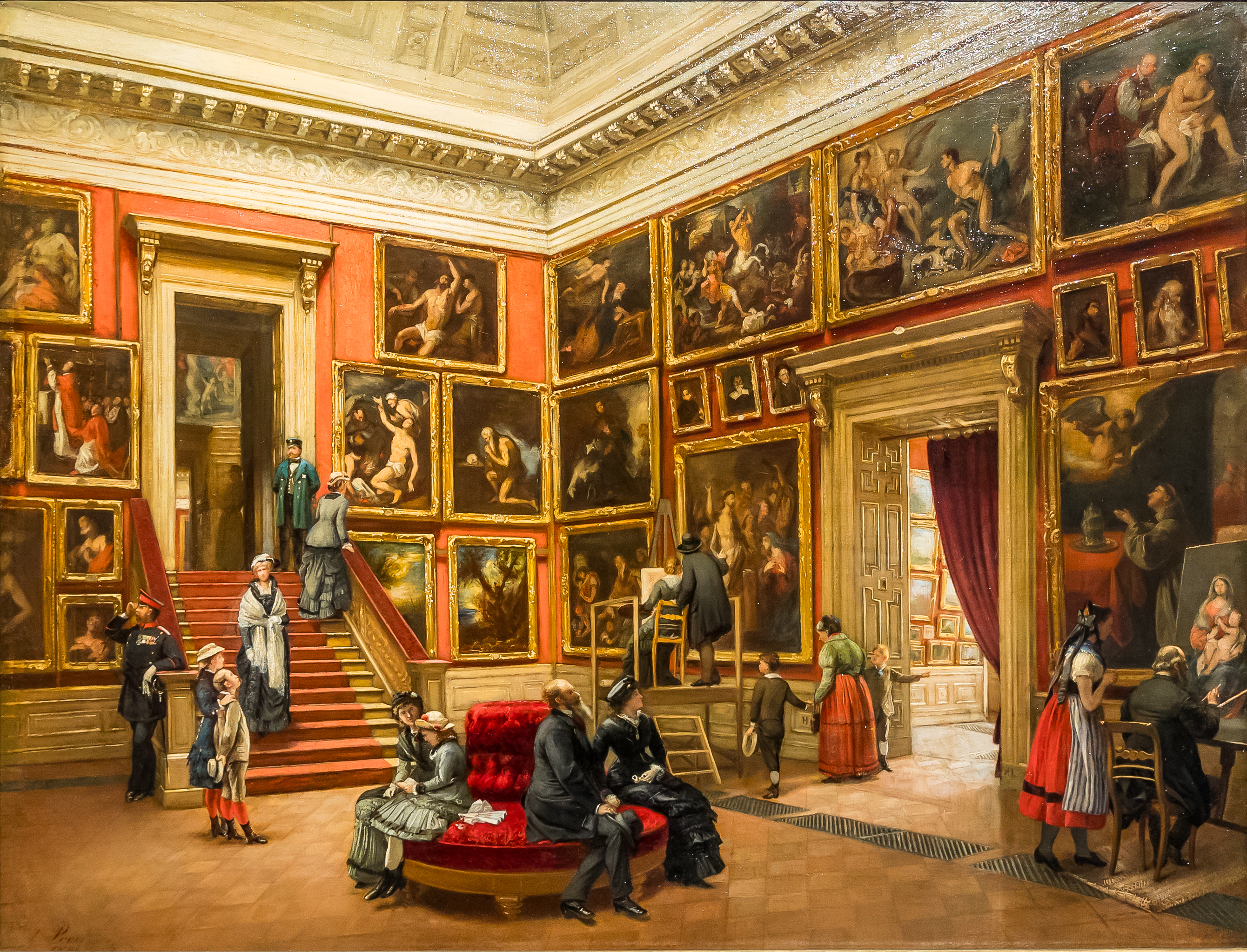
Karl Louis Preusser, In der Dresdner Galerie, Öl auf Leinwand, 68 × 87 cm, 1881, Galerie Neue Meister, Inv.-Nr. 94/05. Das Gemälde zeigt den Saal H, in dem der Großteil des Spanier-Bestandes der Gemäldegalerie Alter Meister präsentiert wurde.

Im Bestand des Dresdner Gemäldegalerie haben sich die materiellen Spuren der Galerie espagnole fast durchgehend erhalten. Die meisten Gemälde befinden sich noch auf den Keilrahmen von 1837 und weisen die Doublierungen aus jener Zeit auf. Zudem weisen die meisten der Werke Nummern des Katalogs von 1838 auf den Bildträgern auf, zum Teil auch die Eingangsnummern des Louvre und die Versteigerungsnummern. In Dresden erhielten die Gemälde den Galerierahmen und wurden bereits 1853 auch in den Katalog aufgenommen. Dies deutet darauf hin, dass die Werke bereits im alten Galeriegebäude, das 1855 geschlossen wurde, ausgestellt wurden.

### Weitere Entwicklung im 19. Jahrhundert
Die Sammlung spanischer Malerei wurde in Saal H des Galerieneubaus, in dem nun die Gemälde von Peter Paul Rubens gezeigt werden, zusammen mit der Neapolitaner Schule präsentiert. Nach der Integration des großen Konvoluts aus London blieb die spanische Sammlung der Dresdner Gemäldegalerie über längere Zeit in ihrem Umfang unverändert. 1855 wurde der Ankauf weiterer Murillo-Gemälde in Betracht gezogen, jedoch als nicht dringlich betrachtet und nicht vollzogen. Erst 1887 gelangte ein weiteres Gemälde in die Sammlung spanischer Malerei: Der Fabrikant Richard Zschille schenkte der Galerie das Bildnis eines Offiziers aus der Schule von Madrid, das jedoch wenig Bedeutung besaß. Deutlich wichtiger war der Erwerb von Murillos Der Tod der Heiligen Klara im Jahr 1894. Dieses Gemälde hatte sich im 17. Jahrhundert im Besitz von Alexandre Aguado befunden und gelangte aus einer englischen Privatsammlung nach Dresden. Dass der Ankauf dieses bedeutenden Werks eines der beliebtesten spanischen Malers für Dresden gelang, steht wahrscheinlich in Zusammenhang mit der großen Aufmerksamkeit, die Velázquez zu dieser Zeit international auf sich zog. Den Erwerb ermöglichte der aus Dresden stammende, in London lebende Kunsthändler Jean Paul Richter, der den Direktor Karl Woermann auf die Auktion aufmerksam machte. Die Bedeutung dieses Ankaufs wird auch dadurch deutlich, dass König Albert von Sachsen persönlich Anteil daran nahm.

### Die spanische Sammlung im 20. und 21. Jahrhundert

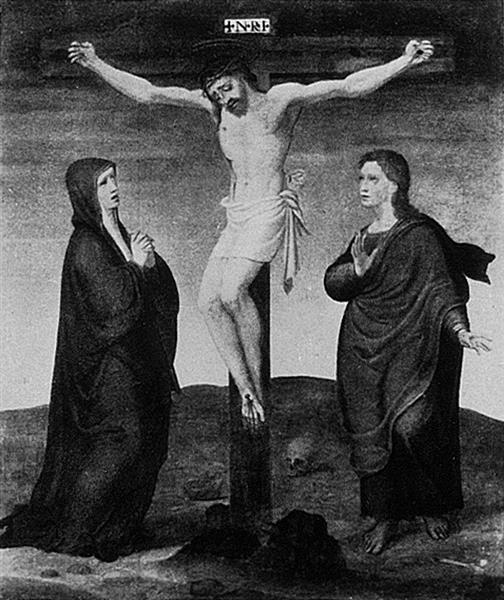
Juan Correa de Vivar, Kreuzigung, 86 × 73,5 cm, Kiefernholz, um 1550/1560.

Zu Beginn des 20. Jahrhunderts nahm die Bedeutung der spanischen Sammlung innerhalb der Galerie ab. Nachdem 1912 der Spaniersaal in Saal H von Hans Posse geschlossen wurde, präsentierte dieser eine Kerngruppe mit den Werken von Murillo und Velázques, dem Zurbarán, Cano und Orrente sowie drei Werken aus der Ribera-Gruppe in Saal C im Erdgeschoss, an dessen Stelle sich heute ein Treppenhaus befindet. Nachdem die neueren Meister aus der Galerie ausgegliedert waren, wurden die spanischen Gemälde ab 1925 ohne den Cano und den Orrente im zweiten Obergeschoss gezeigt.
Den Zweiten Weltkrieg überstand der Bestand spanischer Malerei weitestgehend unbeschadet. Alle bedeutenden Werke blieben erhalten, nur zwei gingen verloren. Beim Luftangriff in der Nacht vom 13. auf den 14. Februar 1945 wurde die Kreuzigung von Juan Correa de Vivar zerstört. Die Kopie nach Murillos Die kleine Obsthändlerin, deren Original sich in der Sammlung der Alten Pinakothek befindet, ist verschollen.
Nach dem Zweiten Weltkrieg wurde die Präsentation der spanischen Werke aufgewertet, indem sie seit der Wiedereröffnung der Gemäldegalerie Alter Meister in den drei zentralen Räumen im zweiten Obergeschoss gezeigt werden. Die Hängung hat im Wesentlichen bis heute Bestand. Im 20. und 21. Jahrhundert wuchs die Sammlung spanischer Malerei der Dresdner Galerie nur langsam. Mit der Auferstehung Christi von Juan Bautista Maíno aus dem Nachlass des Dresdner Kunstsammlers Johann Friedrich Lahmann (1858–1937) gelangte im Jahr 1937 eines der seltenen Werke dieses Künstlers in den Bestand. Jedoch wurde dieses Werk bis 2003 wahrscheinlich nie ausgestellt. Erst 2003 folgte die nächste Erwerbung: Der Verein der Freunde der Staatlichen Kunstsammlungen Dresden erwarb Die Köpfe der Märtyrer Paulus, Johannes der Täufer und Jakobus d. Ä. aus der Schule von Sevilla. 2006 wurde dann ein Blumenstillleben von Juan de Arellano angekauft, womit ein in deutschen Sammlungen wenig präsenter Maler und eine ebenso wenig beachtete Gattung der spanischen Malerei in die Dresdner Galerie aufgenommen wurde. Diese Ergänzungen des Bestandes haben deutschlandweite Geltung, da auch andere Museen ihre spanischen Bestände in den vergangenen Jahrzehnten kaum erweitert haben.

## Die Gemäldesammlung

### Bestand
| Nr. | Bild | Künstler                                                                    | Titel                                                                         | Entstanden                                   | Größe, Material                                  | Erwerb    | Inventarnummer   |
| --- | ---- | --------------------------------------------------------------------------- | ----------------------------------------------------------------------------- | -------------------------------------------- | ------------------------------------------------ | --------- | ---------------- |
| 1   |      | Juan de Arellano                                                            | Blumenstillleben                                                              | um 1670/1675                                 | 85 × 105 cm, Öl auf Leinwand                     | 2006      | Gal.-Nr. 2006/01 |
| 2   |      | Alonso Cano                                                                 | Der Apostel Paulus                                                            | um 1650/1660 (?)                             | 212 × 111 cm, Öl auf Leinwand                    | 1853      | Gal.-Nr. 702     |
| 3   |      | Vicente Carducho                                                            | Der Heilige Gonzalo zwischen den Heiligen Franziskus und Bernhardin von Siena | 1630                                         | 220 × 164 cm, Öl auf Leinwand                    | 1853      | Gal.-Nr. 681     |
| 4   |      | Córdoba                                                                     | Christus an der Geisselsäule mit reumütigem Petrus                            | um 1510                                      | 177,5 × 75 cm, Mischtechnik auf Esskastanienholz | 1853      | Gal.-Nr. 678     |
| 5   |      | Jerónimo Jacinto Espinosa                                                   | Der Heilige Franziskus                                                        | um 1640/1650                                 | 91,5 × 91 cm, Öl auf Leinwand                    | 1853      | Gal.-Nr. 700     |
| 6   |      | Vicente Macip Comes                                                         | Marientod                                                                     | 1578/1583                                    | 121 × 127,5 cm, Mischtechnik auf Kiefernholz     | 1853      | Gal.-Nr. 674     |
| 7   |      | Schule von Madrid                                                           | Bildnis eines Offiziers                                                       | 2. Hälfte 17. Jahrhundert                    | 61,5 × 49 cm, Öl auf Leinwand                    | 1887      | Gal.-Nr. 703A    |
| 8   |      | Juan Bautista Maíno                                                         | Auferstehung Christi                                                          | um 1610/1615                                 | 34,5 × 28 cm, Öl auf Kupfer                      | 1937      | Gal.-Nr. 2666    |
| 9   |      | Luis de Morales                                                             | Ecce Homo                                                                     | um 1510/1516                                 | 32,5 × 25 cm, Öl auf Eichenholz                  | 1744      | Gal.-Nr. 673     |
| 10  |      | Bartolomé Esteban Murillo                                                   | Der Tod der Heiligen Klara                                                    | um 1645/46                                   | 190 × 446 cm, Öl auf Leinwand                    | 1894      | Gal.-Nr. 703B    |
| 11  |      | Bartolomé Esteban Murillo                                                   | Der heilige Rodrigo                                                           | um 1650/1655                                 | 205 × 123 cm, Öl auf Leinwand                    | 1853      | Gal.-Nr. 704     |
| 12  |      | Bartolomé Esteban Murillo                                                   | Maria mit Kind                                                                | um 1670/1680                                 | 166 × 115 cm, Öl auf Leinwand                    | 1755      | Gal.-Nr. 705     |
| 13  |      | Vasco Pereyra                                                               | Kommunion des Heiligen Onuphrius                                              | 1583                                         | 109 × 81,5 cm, Mischtechnik auf Eichenholz       | 1853      | Gal.-Nr. 675     |
| 14  |      | Jusepe de Ribera                                                            | Martyrium des Heiligen Laurentius                                             | um 1625                                      | 206 × 154 cm, Öl auf Leinwand                    | 1742      | Gal.-Nr. 686     |
| 15  |      | Jusepe de Ribera                                                            | Diogenes                                                                      | 1637                                         | 76 × 61 cm, Öl auf Leinwand                      | 1722–1728 | Gal.-Nr. 682     |
| 16  |      | Werkstatt des Jusepe de Ribera                                              | Der Heilige Franziskus auf den Dornen                                         | um 1640 (?)                                  | 171,5 × 227,5 cm, Öl auf Leinwand                | 1738/1757 | Gal.-Nr. 685     |
| 17  |      | Werkstatt des Jusepe de Ribera                                              | Der Einsiedler Paulus von Theben                                              | wohl 1630/1640                               | 205,5 × 151,5 cm, Öl auf Leinwand                | 1746      | Gal.-Nr. 687     |
| 18  |      | Nachfolger des Jusepe de Ribera                                             | Befreiung Petri aus dem Gefängnis                                             | Mitte bis zweite Hälfte des 17. Jahrhunderts | 174,5 × 226 cm, Öl auf Leinwand                  | 1738      | Gal.-Nr. 684     |
| 19  |      | Jusepe de Ribera (Schüler oder Nachahmer?)                                  | Heilige Agnes                                                                 | 1641 (?)                                     | 203 × 154 cm, Öl auf Leinwand                    | 1748 (?)  | Gal.-Nr. 683     |
| 20  |      | Jusepe de Ribera oder Nachahmer (Kopie)                                     | Heiliger Andreas                                                              | zweite Hälfte des 17. Jahrhunderts           | 129 × 101 cm, Öl auf Leinwand                    | vor 1753  | Gal.-Nr. 688     |
| 21  |      | Nachahmer (freie Kopie?) des Jusepe de Ribera                               | Beweinung Christi                                                             | 18. Jahrhundert (?)                          | 155 × 220 cm, Öl auf Leinwand                    | 1856      | Gal.-Nr. 708     |
| 22  |      | Kopie nach Jusepe de Ribera                                                 | Jakob mit den Schafen des Laban                                               | 17. Jahrhundert                              | 174 × 219 cm, Öl auf Leinwand                    | vor 1753  | Gal.-Nr. 689     |
| 23  |      | Schule von Sevilla                                                          | Der Apostel Matthias                                                          | Anfang des 17. Jahrhunderts                  | 104 × 83 cm, Öl auf Leinwand                     | 1853      | Gal.-Nr. 680     |
| 24  |      | Schule von Sevilla                                                          | Die Köpfe der Märtyrer Paulus, Johannes der Täufer und Jakobus d. Ä.          | um 1660/1670                                 | 108 × 132 cm, Öl auf Leinwand                    | 2003      | Gal.-Nr. 2003/01 |
| 25  |      | Schule von Sevilla oder Sebastián de Llanos y Valdés                        | Kreuztragung (nach Jan van der Hoecke)                                        | zweite Hälfte des 17. Jahrhunderts           | 188 × 144 cm, Öl auf Leinwand                    | 1853      | Gal.-Nr. 1047A   |
| 26  |      | Spanische Schule                                                            | Porträt eines Unbekannten                                                     | um 1630/1640 (?)                             | 76 × 63,5 cm, Öl auf Leinwand                    | vor 1835  | Gal.-Nr. 1864    |
| 27  |      | Spanisch oder Schule von Genua (?)                                          | Personifikation des Glaubens                                                  | zweite Hälfte des 17. Jahrhunderts (?)       | 132 × 167 cm, Öl auf Leinwand                    | vor 1817  | Gal.-Nr. 711     |
| 28  |      | El Greco                                                                    | Die Heilung des Blinden                                                       | um 1570                                      | 65,5 × 84 cm, Mischtechnik auf Pappelholz        | 1741      | Gal.-Nr. 276     |
| 29  |      | Juan de Valdés Leal                                                         | Der Heilige Vasco von Portugal                                                | um 1656/1658                                 | 249 × 127,5 cm, Öl auf Leinwand                  | 1853      | Gal.-Nr. 707     |
| 30  |      | Valencia, Nachfolger des Pedro de Orrente und des Jerónimo Jacinto Espinosa | Jakob und Rahel am Brunnen                                                    | Mitte des 17. Jahrhunderts                   | 176 × 222 cm, Öl auf Leinwand                    | 1853      | Gal.-Nr. 677     |
| 31  |      | Diego Rodríguez de Silva y Velázquez                                        | Porträt des Don Juan Mateos                                                   | kurz vor 1634                                | 109 × 90,5 cm, Öl auf Leinwand                   | 1745/1746 | Gal.-Nr. 697     |
| 32  |      | Diego Rodríguez de Silva y Velázquez                                        | Porträt eines Christusritters (Francisco de Andrade Leitão?)                  | um 1640/1650                                 | 67 × 56 cm, Öl auf Leinwand                      | 1745/1746 | Gal.-Nr. 698     |
| 33  |      | Diego Rodríguez de Silva y Velázquez und Werkstatt                          | Porträt des Gaspar de Guzmán, Conde-Duque de Olivares, Herzog von San Lúcar   | um 1635                                      | 92,5 × 74 cm, Öl auf Leinwand                    | 1745/1746 | Gal.-Nr. 699     |
| 34  |      | Francisco de Zurbarán                                                       | Gebet des Heiligen Bonaventura um die Wahl des neuen Papstes                  | 1628/1629                                    | 239 × 222 cm, Öl auf Leinwand                    | 1853      | Gal.-Nr. 696     |

### Verluste
| Nr. | Bild | Künstler                          | Titel                    | Entstanden   | Größe, Material           | Erwerb | Inventarnummer                                    |
| --- | ---- | --------------------------------- | ------------------------ | ------------ | ------------------------- | ------ | ------------------------------------------------- |
| 1   |      | Juan Correa de Vivar              | Kreuzigung               | um 1550/1560 | 86 × 73,5 cm, Kiefernholz | 1853   | Gal.-Nr. 679, Kriegsverlust (zerstört)            |
| 2   |      | Bartolomé Esteban Murillo (Kopie) | Die kleine Obsthändlerin | unbekannt    | 130 × 96 cm, Leinwand     | 1830   | Gal.-Nr. 706, seit dem Zweiten Weltkrieg vermisst |

### Abschreibungen
| Nr. | Bild | Künstler        | Titel                              | Entstanden                         | Größe, Material               | Erwerb | Inventarnummer |
| --- | ---- | --------------- | ---------------------------------- | ---------------------------------- | ----------------------------- | ------ | -------------- |
| 1   |      | Schule von Lyon | Die Messe Papst Gregors des Großen | um 1640/1650                       | 160 × 118 cm, Öl auf Leinwand | 1853   | Gal.-Nr. 695   |
| 2   |      | Flämisch (?)    | Maria mit Kind                     | zweite Hälfte des 17. Jahrhunderts | 124 × 98 cm, Öl auf Leinwand  | 1744   | Gal.-Nr. 703   |